# Трансмісія (хімія)
Трансмісія (англ. transmission) — у мас-спектрометрії — відношення числа йонів, що залишили певну область мас-спектрометра, до числа йонів, що увійшли в неї.